# 스기무라 하루코
스기무라 하루코(일본어: 杉村 春子, 1909년 1월 6일 ~ 1997년 4월 4일)는 일본의 배우이다.

## 출연 작품
- 마이 퍼스트 러브 어페어 (1995)
- 쓰여진 얼굴 (1995)
- 세키가하라 (1981)
- 화석 (1975)
- 하나오카 세이슈의 아내 (1967)
- 사무라이 (1965)
- 우츠쿠시사 토 가나시미 토 (1965)
- 붉은 수염 (1965)
- 향료의 향 (1964)
- 무와 당근 (1964)
- 파계 (1962)
- 꽁치의 맛 (1962)
- 고하야가와가의 가을 (1961)
- 반역아 (1961)
- 발에 닿은 여자 (1960)
- 부초 (1959)
- 안녕하세요 (1959)
- 권적운 (1958)
- 만원전차 (1957)
- 동경의 황혼 (1957)
- 흐르다 (1956)
- 이른 봄 (1956)
- 양귀비 (1955)
- 만국 (1954)
- 탁한 강 (1953)
- 동경 이야기 (1953)
- 젊은이 (1952)
- 밥 (1951)
- 초여름 (1951)
- 다시 만날 때까지 (1950)
- 요츠야 괴담 2 (1949)
- 요츠야 괴담 (1949)
- 만춘 (1949)
- 4개의 사랑 이야기 (1947)
- 우리 청춘 후회없다 (1946)